# Джак Дорси
Джак Патрик Дорси e американски предприемач, компютърен програмист и бизнесмен. Той е създателят на социалната мрежа Twitter. Още от малък се интересува от технологии и компютри.

## Биография
Роден е на 19 ноември 1976 г. в Сейнт Луис, САЩ. Известен е като създател на „Туитър“. Дорси се интересува от компютри от детските си години. Той бил очарован от технологично предизвикателство да се изработи платформа за координиране на таксиметровите шофьори, както и на градския транспорт в един град, всички превозни средства да поддържат постоянна комуникация в реално време. Когато е на 15 години, Дорси създава софтуер, който все още се използва от някои таксиметрови компании.
Джак Дорси е запален биткойнър, закупувайки всяка седмица биткойни за по 10 хиляди долара. Той сравнява бялата книга на биткойн с „поезия“ по време на подкаста за изкуствен интелект заедно с научния работник от MIT Лекс Фридман на 24 април 2021 г..